# Кормёжское муниципальное образование
Кормёжское муниципальное образование — упразднённое сельское поселение в Балаковском районе Саратовской области Российской Федерации.
Административный центр — село Кормёжка.

## География
Расположено в центральной части Балаковского муниципального района.

## История
Статус и границы сельского поселения были установлены Законом Саратовской области от 27 декабря 2004 года № 103-ЗСО «О муниципальных образованиях, входящих в состав Балаковского муниципального района».
Законом Саратовской области от 28 апреля 2015 года № 41-ЗСО, Быково-Отрогское, Еланское, Комсомольское, Кормёжское, Красноярское, Маянгское, Наумовское, Новоелюзанское, Новополеводинское, Пылковское и Сухо-Отрогское муниципальные образования преобразованы, путём объединения, во вновь образованное «Быково-Отрогское муниципальное образование Балаковского муниципального района Саратовской области» с административным центром в селе Быков Отрог.

## Население
| 2010 | 2011  | 2012  | 2013  | 2014  | 2015  |
| ---- | ----- | ----- | ----- | ----- | ----- |
| 1447 | →1447 | ↘1435 | ↘1345 | ↘1324 | ↗1329 |

## Состав сельского поселения
| № | Населённый пункт | Тип населённого пункта       | Население |
| - | ---------------- | ---------------------------- | --------- |
| 1 | Береговой        | посёлок                      | ↗130      |
| 2 | Кормёжка         | село, административный центр | ↗1112     |
| 3 | Криволучье-Сура  | село                         | ↗200      |
| 4 | Ратная           | железнодорожная станция      | 5         |

## Инфраструктура
Школа, отделение дошкольного образования, три дома культуры, три фельдшерско-акушерских пункта, библиотека.

## Русская православная церковь
На территории муниципального образования расположен Иргизский Нижне-Воскресенский монастырь.